# 秘埃特薩圭火山
秘埃特薩圭火山是一座位於印度尼西亞蘇門答臘亞齊特區的混合火山，其名在亞齊語意旨正方形（four square）。由於該火山群地處偏遠，僅能以步行方式，從附近的村莊到達該處。整個火山群全位於實格里區（Sigli Regency），由4座峰頂組成；一座名為Tutung的火山穹丘，其火山口寬70（230英尺）、深80（260英尺），並且至今仍有火山活動跡象。

## 噴發歷史
秘埃特薩圭火山最早有確切噴發紀錄的日期在1918年至1821年間，由於其位處偏遠，很少人經過此處，因而在20世紀以前，秘埃特·薩圭火山的爆發記錄知之甚少。
1998年4月26日上午，加魯達印尼航空的飛行員發現秘埃特·薩圭火山的火山口出現火山灰噴發跡象。當飛行高度超過7（4.3英里）時，飛行員看到3（1.9英里）的火山灰直竄天空。當地的印度尼西亞空軍隊長也證實一名戰鬥機飛行員目睹這起的火山爆發事件，該飛行員聲稱在途經秘埃特薩圭火山石看到附近的森林竄出火和濃煙。1998年的噴發記錄起始於4月19日，但第一次的噴發活動被森林大火引起的濃煙遮蔽。礦產和能源部的官員的報告指出，此次噴發活動屬潜水蒸气喷发。活躍的火山口距秘埃特薩圭火山以西的佩圖山（Mount Tutung）約2（1.2英里），這場爆發沒有造成人員傷亡，主要是因為最近的村莊距離秘埃特薩圭火山以西約8（5.0英里）。
1999年3月9日至1999年5月24日期間，秘埃特薩圭火山群的火山活動開始增加。當地居民表示，每天都可聽到20次左右的火山爆炸聲。構造運動事件逐漸增多，自火山口噴發出的灰白色煙霧至少高200（660英尺）。在10至20（33至66英尺）高度之間觀察到白色煙流，接著越靠近5月24日時，所有火山活動跡象逐漸減少。
然而，1999年的火山活動停止沒多久後，秘埃特薩圭火山於2000年12月底再度發生火山活動，但火山活動跡象不如以往，當時的活動監測因地震儀故障而停止。噴發引起的煙流在六月份時，持續上升至20（66英尺）的高度，期間火山活動曾引起18次隆隆聲，而煙流上升至1999年6月14日為止。2000年12月25日時，秘埃特薩圭火山再度發生3次火山噴發事件，這次火山灰分佈的區域較以來的大。據報告顯示，此次噴發的火山灰散佈到20（12英里）遠的村落，在晚間時還發現一條熔岩流。觀察顯示，2000年噴發事件的火山爆發指數等級為2。